# سوتلی، کالینینگراد
شهر سوتلی (به روسی: Светлый) در کشور روسیه و در استان کالینینگراد واقع شده‌است.